# Majlinda Kelmendi
Majlinda Kelmendi (Peć, 1991. május 9. –) olimpiai, világ- és Európa-bajnok koszovói cselgáncsozó.

## Pályafutása
2009-ben a párizsi junior világbajnokságon aranyérmes lett. A 2012-es londoni olimpián koszovói színekben kívánt indulni, de ez a Nemzetközi Olimpiai Bizottság és az ENSZ ellenállása miatt nem valósult meg. A NOB elutasította azt is, hogy független sportolóként versenyezhessen. Így Kelmendi úgy döntött, hogy Albánia képviseletében vesz részt a versenyen, ahol a kilencedik helyen végzett a harmatsúlyú kategóriában.
A 2016-os Rio de Janeiró-i olimpián már Koszovó is részt vehetett hivatalosan. Kelmendi volt a csapat zászlóvivője a nyitó ünnepségen. Ismét harmatsúlyban versenyzett és hazája első olimpiai aranyérmét nyerte.
A 2021 nyarán megtartott tokiói olimpián címvédőként lépett tatamira, de a 32 között kikapott Pupp Rékától.
2013 óta a világbajnokságokon két arany- és egy bronzérmet, az Európa-bajnokságokon négy arany- és egy bronzérmet nyert.

## Sikerei, díjai
- Olimpiai játékok – 52 kg
  - aranyérmes: 2016, Rio de Janeiro
- Világbajnokság – 52 kg
  - aranyérmes (2): 2013, 2014
  - bronzérmes: 2019
- Európa-bajnokság – 52 kg
  - aranyérmes (4): 2014, 2016, 2017, 2019
  - bronzérmes: 2013
- Európa-játékok – 52 kg
  - aranyérmes: 2019